# 2-Этилгексанол
2-Этилгексанол — органическое соединение, относящееся к классу спиртов и имеющее состав C8H18O. После низших спиртов (С1—С4) имеет наибольшее промышленное значение. С 1930-х годов используется преимущественно как спиртовой компонент при изготовлении пластификаторов для поливинилхлорида.

## Получение
2-Этилгексанол получают в промышленности в ходе процесса, включающего:
- альдольную конденсацию масляного альдегида с последующей дегидратацией;
- гидрирование ненасыщенного 2-этилгексен-2-аля[1].

Исходный материал для синтеза — масляный альдегид — получают промышленным процессом гидроформилирования пропилена. Уже на этой стадии проводится серьёзный контроль качества материала, поскольку высокие требования также предъявляются и к качеству 2-этилгексанола. В качестве катализатора альдольной реакции масляного альдегида используется водный раствор гидроксида натрия (2-4 %, 10—20-кратный избыток по отношению к альдегиду). Процесс является гетерофазным, поэтому смесь приходится тщательно перемешивать. Температура процесса составляет от 80 до 150 °C, а давление достигает 0,5 МПа. Степень превращения в данных условиях превышает 99 %.
Затем верхний (органический) слой отделяют, а нижний (водный) могут использовать повторно для следующей загрузки. Органический продукт подвергают гидрированию. Обычно его проводят в две стадии: в газо-жидкостном и жидкостно-жидкостном реакторах, что позволяет получить 2-этилгексанол более высокой чистоты. Катализаторами гидрирования служат никель, медь или смешанные системы. Гидрирование характеризуется полной конверсией и селективностью выше 99 %. Конечный продукт затем очищается фракционной перегонкой.
В 2010 году мировое производство 2-этилгексанола составило 2 млн 869 тыс. тонн. Из них 75 % было использовано в синтезе пластификаторов.

## Физические свойства
2-Этилгексанол представляет собой бесцветную жидкость с характерным запахом. Он образует смеси с другими спиртами, простыми эфирами и большинством органических жидкостей. С водой образует азеотропную смесь, содержащую 20 % 2-этилгексанола и имеющую температуру кипения, равную 183,5 °C.

## Химические свойства
2-Этилгексанол обладает типичными химическими свойствами, характерными для первичных спиртов.

## Использование
2-Этилгексанол находит применение в качестве реагента для синтеза вторичных продуктов. Более 75 % этого вещества расходуется на синтез пластификаторов, 14 % — на получение 2-этилгексилакрилата, менее 10 % — на получение добавок к смазкам и маслам, менее 5 % — в синтезе поверхностно-активных веществ и в других областях.
Эфиры 2-этилгексанола занимают около 35 % общего рынка пластификаторов. Наиболее распространённым является сложный эфир 2-этилгексанола и фталевой кислоты, часто называемый диоктилфталатом (DEHP, DOP). Менее распространены диоктиладипадипинат (DEHA, DOA), триоктилмеллитат и диоктилтерефталат (DOTP). С 2005 года в Европе, а с 2009 года в США запрещена продажа игрушек и других предметов для детей, содержащих DEHP, поэтому эта область применения 2-этилгексанола постепенно уменьшается.
Второй по величине областью использования 2-этилгексанола является производство его эфира с акриловой кислотой, далее применяемого в производстве эмульсионных красок, адгезивов, чернил для печати и т. д.